# ديك لانغلي
ديك لانغلي هو سياسي أمريكي، ولد في 22 فبراير 1937 في ليكلاند في الولايات المتحدة، وتوفي في 9 أغسطس 2017. نشط حزبياً في الحزب الجمهوري. وقد انتخب عضو مجلس ولاية فلوريدا ‏.